# Al-Fayed Alegbe
Al-Fayed Alegbe-Issifou (* 17. März 2004) ist ein deutscher Basketballspieler togoischer Abstammung.

## Werdegang
Alegbe spielte Basketball in der Jugend des Vereins Hamburg Warriors, später bis 2020 auch für den Bramfelder SV in der Jugend-Basketball-Bundesliga. Er wechselte in den Nachwuchs des Bundesligisten Hamburg Towers und erhielt ab Oktober 2021 zusätzliche Einsatzzeit beim SC Rist Wedel in der 2. Bundesliga ProB. Seinen ersten Einsatz für die Hamburg Towers in der Basketball-Bundesliga gewährte Trainer Raoul Korner dem Spieler mit dem Spitznamen „Alfa“ am 1. Oktober 2022 gegen den Mitteldeutschen BC.